# Zamarada hamulata
Zamarada hamulata är en fjärilsart som beskrevs av Fletcher 1974. Zamarada hamulata ingår i släktet Zamarada och familjen mätare. Inga underarter finns listade i Catalogue of Life.